# Лејк Сити (Мичиген)
Лејк Сити (Мичиген) (енгл. Lake City) град је у америчкој савезној држави Мичиген. По попису становништва из 2010. у њему је живело 836 становника.

## Демографија
Према попису становништва из 2010. у граду је живело 836 становника, што је 87 (9,4%) становника мање него 2000. године.
| Група             | 2000.       | 2010.       |
| Белци             | 893 (96,7%) | 787 (94,1%) |
| Афроамериканци    | 1 (0,1%)    | 10 (1,2%)   |
| Азијати           | 7 (0,8%)    | 6 (0,7%)    |
| Хиспаноамериканци | 15 (1,6%)   | 24 (2,9%)   |
| Укупно            | 923         | 836         |